# Index (Washington)
Pour les articles homonymes, voir Index.
Index est une ville du comté de Snohomish dans l'État de Washington.
La ville a été incorporée en 1907.
En 2010, la population est de 178 habitants.